# Oden Bowie
Oden Bowie, född 10 november 1826 i Prince George's County, Maryland, död 4 december 1894 i Prince George's County, Maryland, var en amerikansk demokratisk politiker och affärsman. Han var guvernör i delstaten Maryland 1869–1872.
Bowie deltog i mexikanska kriget i USA:s armé och befordrades till kapten. År 1851 gifte han sig med Alice Carter som på mödernet härstammade från George Calvert, 1:e baron Baltimore. Bowie var senare verkställande direktör för järnvägsbolaget Baltimore and Potomac Railroad Company. På sin plantage sysslade han med hästuppfödning. Ett av Bowies främsta intressen var hästkapplöpning. I nitton år var han ordförande för Pimlico Jockey Club och under en tid även ordförande för Maryland Jockey Club. År 1860 ägde han 103 slavar. 70 av hans slavar tog värvning i nordstatsarmén i amerikanska inbördeskriget. Bowie var ledamot av Marylands senat 1867–1869.
Bowie efterträdde 1869 Thomas Swann som guvernör och efterträddes 1872 av William Pinkney Whyte. Anglikanen Bowie avled 1894 i en ålder av 68 år och gravsattes på en familjekyrkogård i Prince George's County.
Orten Odenton fick år 1872 sitt namn efter Oden Bowie. Staden Huntington bytte 1880 namn till Bowie, för att hedra Oden Bowie. Huntington hade grundats av Oden Bowies far William Duckett Bowie. Förvaltningsbyggnaden i Prince George's County ligger på Governor Oden Bowie Drive i Upper Marlboro.